# Beate Hahn

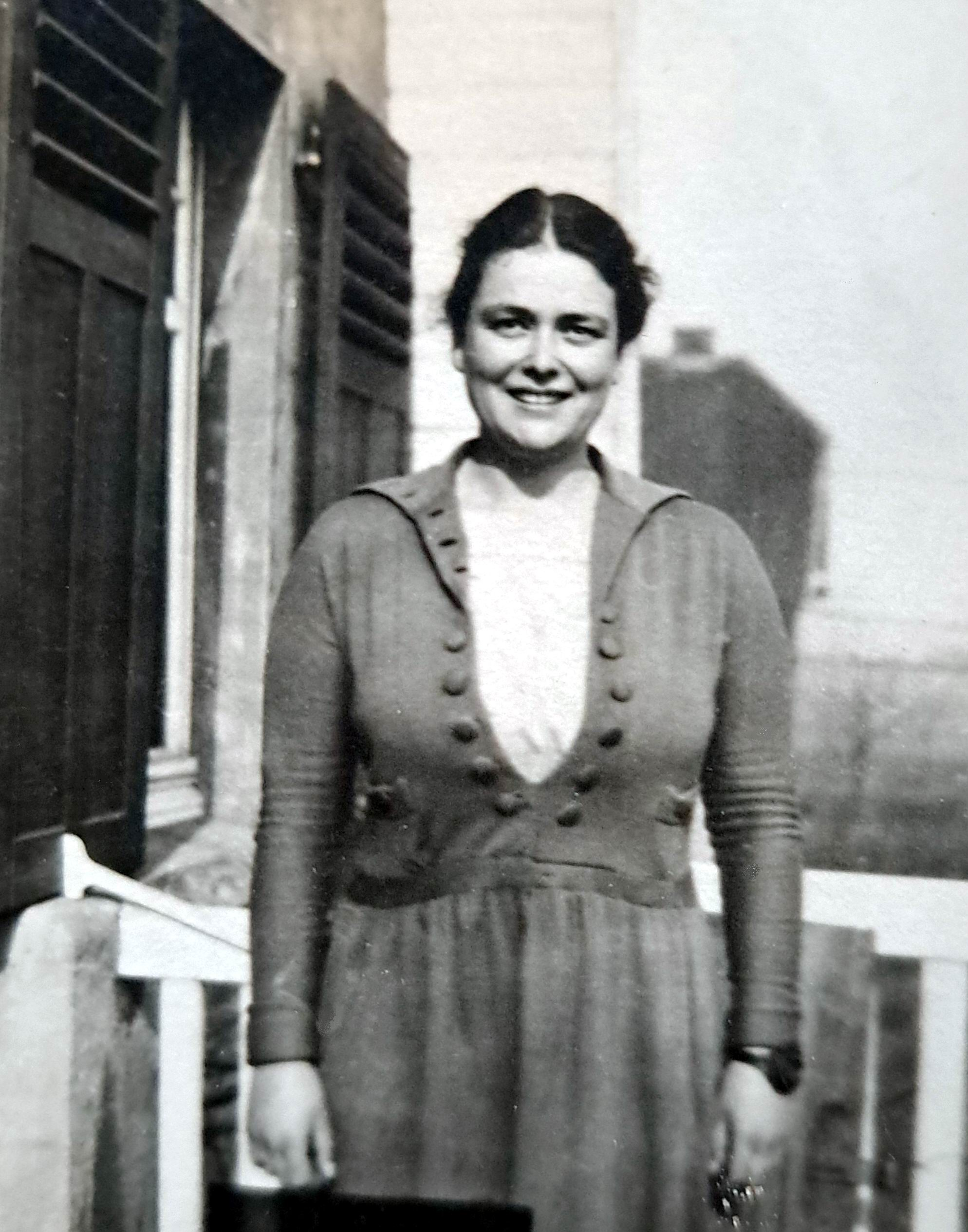
Beate Hahn, in den 1920er Jahren

Beate Hahn (auch Charlotte Beate oder Lotte Beate Hahn) war eine deutsch-amerikanische Gartenpädagogin. Sie wurde am 21. April 1894 in Berlin-Zehlendorf als Sophie Charlotte Beate Jastrow geboren und starb am 3. Juni 1970 in Ossining, nördlich von Tarrytown, Westchester County, US-Bundesstaat New York.

## Kindheit und Jugend in Berlin
Beate war die Tochter des Historikers und Sozialpolitikers Ignaz Jastrow und der Lehrerin Anna Seligmann Jastrow (1858–1943). Zusammen mit ihrer älteren Schwester, der späteren Archäologin Elisabeth Jastrow, wuchs sie im wilhelminischen Berlin als Tochter einer bildungsbürgerlichen Familie assimilierter Juden auf, was den Schwestern eine entsprechende Schulbildung ermöglichte. Nach Beates eigenem Bekunden war sie – kaum zweijährig – völlig fasziniert, als sie eines Tages im elterlichen Garten gelbe und lila Krokusse entdeckte. Die Sehnsucht nach einem Garten, den sie zuletzt im Alter von fünf Jahren gesehen hatte, wurde später zur Triebfeder ihres Bemühens, möglichst vielen Kindern dieses Erleben in einem Garten zu vermitteln. „Mit acht Jahren hatte ich mich entschieden, Gärtnerin zu werden. Ich habe meine Meinung dazu nie geändert und meine Entscheidung niemals bereut.“ Ihre Eltern pachteten für Beate ein eigenes Feld am Spandauer Berg, auf dem sie gärtnern konnte. Mit zwölf Jahren begegnete sie zum ersten Mal Karl Foerster, als sie bei ihm Maiglöckchen kaufte. Dieser Kontakt entwickelte sich zu einer lebenslangen Freundschaft. Beate erhielt bei Privatlehrern Unterricht in Latein, Französisch und Englisch. Im Alter von 15 Jahren legte sie gemeinsam mit Kindern eines Jugendheims einen Garten an. Nach ihrem Abitur besuchte sie von 1913 bis 1915 die Obst- und Gartenbauschule für Frauen gehobener Stände in Marienfelde. Anschließend nahm sie eine Anstellung auf dem Rittergut Friedenthal bei Hildburghausen in Thüringen an. In dieser Zeit begann sie Artikel über Gartenbau zu schreiben und verfasste ihr erstes Buch Hurra, wir säen und ernten! das jedoch erst 1935 veröffentlicht wurde. 1917 wechselte sie die Anstellung und übernahm die Vertretung der Gutsgärtnerin in Hirschfelde mit einer üppigen Park- und Gartenanlage. Nach dieser zeitlich begrenzten Vertretung ging Beate zurück zu ihren Eltern und betreute einige Privatgärten. Als Beate 22 war, lehnte sie mehrfach das Angebot der Eigentümerin des Hauses Bergstraße 2 in Berlin-Wannsee ab, für sie als Obergärtnerin zu arbeiten. Schließlich schlug die Dame vor, selbst bei Beate Unterricht zu nehmen. Doch Beate erwiderte, dass sie nicht die Absicht habe, Damen der Berliner Gesellschaft zu unterrichten. Auf die Frage, warum sie denn nicht bei ihr eintreten wolle, meinte die Gärtnerin: „Weil mir Ihr Betrieb nicht gefällt.“ Als die Dame weiterfragte „Und wie muss ein Betrieb aussehen, der Ihnen gefällt, Beate?“, antwortete diese: „Er muss eine glückliche Harmonie zeigen zwischen Obst, Gemüse und Leben im Garten.“ – „Dann werde ich eben meinen Garten Ihren Wünschen entsprechend umstellen“ antwortete die Dame und tat es, vielleicht auch ein wenig der zukünftigen Schwiegertochter zuliebe. Die von der jungen Gärtnerin angesprochene „glückliche Harmonie zwischen Obst, Gemüse und Leben im Garten“ könnte ein versteckter Hinweis auf ein frühes Interesse an der Anthroposophie Rudolf Steiners sein.

## Heirat und eigene Familie
Beate Jastrow heiratete am 11. September 1920 auf der Berliner Pfaueninsel Ingenieur Franz Hahn (1891–1933), den zweiten Sohn des Berliner Industriellenehepaars Oskar Hahn (1860–1907) und Charlotte Hahn geb. Landau, (1865–1934).
Das junge Paar studierte ein Semester Ökonomie an der Technischen Hochschule in Aachen. Danach arbeitete Franz zunächst in den Werken Oberhausen, Mülheim und Großenbaum der Familienfirma (Hahnsche Werke AG). Aus der Ehe von Franz und Beate Hahn gingen drei Töchter hervor:
- Anna Elisabeth Cornelia Miriam Hahn (1921 Mülheim/Ruhr – 2021 Vancouver, Kanada)
- Marianne Dorothea Bettina Hahn (1923 Düsseldorf – 1939 Altefeld, Werra-Meißner-Kreis)
- Charlotte Anna Eveline Hahn (1926 Düsseldorf – 2011 Ossining, Westchester Co. N.Y.)

Während der Angermunder Jahre wurden die Töchter, insbesondere Marianne, die mit einer Behinderung geboren worden war, von Angelika Schweizer (1900–1976) betreut. die der Familie Hahn ihr ganzes Leben lang freundschaftlich verbunden blieb.

## Leben in Angermund
Von Ende 1922 bis Ende 1927 lebten Franz und Beate Hahn in Angermund. Während dieser Zeit brachte Beate die Töchter Marianne (* 1923) und Charlotte (* 1926) in Düsseldorfer Kliniken zur Welt. Marianne war wegen eines Geburtsfehlers geistig und körperlich behindert. An der Adresse „Angermund 105 1/4“ bewohnte die Familie Hahn ein Landhaus mit sechs Zimmern, drei Mansarden und einer Warmwasser-Zentralheizung. Dazu gehörte ein knapp 3.000 m² großer Garten sowie ein ca. 10.000 m² großer Obstgarten, den Beate Hahn selbst bewirtschaftete. Tochter Cornelia erinnerte sich noch 2008 an den Umzug nach Angermund: “We moved near Düsseldorf to a village, and we had a beautiful garden. The lawn was [full of] daisies. [As a small child] I kept picking the daisies and amusing myself in the garden. This is my first experience of remembering very clearly what I did in the garden.” Die Hahns waren nach Angermund gekommen, weil Franz in den Hahnschen Werken im nahen Großenbaum arbeitete. Dort legte Beate 1923 für die Arbeiterkinder einen Jugendgarten an, in dem diese viermal in der Woche praktischen und theoretischen Gartenunterricht erhielten. Außerdem wurde für das Stahlwerk ein Gärtnereigebäude mit einem Informationsraum und einer Bibliothek errichtet. Die Gärtnerei zog Gemüse für die Werkskantine und das Hotel des Werks. Sie betreute unter der Leitung eines Obergärtners auch die Gärten der Direktoren und Arbeiter.„Von allen Gärten, in denen ich gearbeitet habe, hat keiner meinem Herzen so nahegestanden wie der Jugendgarten und die übrigen Anlagen in Großenbaum. Schlote waren der Hintergrund dieses Gartens, Ruß und Schmutz waren ringsum in den Straßen. Kinder, die mit Wonne im Garten arbeiteten, das war der Jugendgarten.“ Beate Hahn beschrieb unter dem Titel Dem Gefährten – Dezember 1930 die Situation in Angermund während der Ruhrbesetzung durch französisch-belgische Truppen (1923–1925). Der expressionistisch-abstrakt anmutende Text umfasst 16 handgeschriebene Seiten und ist unvollendet, Er ist die einzig bekannte Schilderung der Geschehnisse in Angermund während der Besetzung und deshalb für die Ortsgeschichte von herausragender Bedeutung. Zugleich wird darin auch Hahns Neigung zu eigenem kreativen Scheiben erkennbar.

## Rückkehr nach Berlin
Ende 1927 zogen Franz und Beate Hahn zurück nach Berlin. Sie wohnten in einer großen Villa mit der Adresse Bernhard-Beyer-Straße 3 in Steinstücken, einer Ortslage, die zur Gemeinde Neubabelsberg gehörte. Die Töchter wurden weiterhin von Angelika Schweizer betreut, bis Marianne nicht mehr zu Hause versorgt werden konnte und 1928 in einer Behinderteneinrichtung untergebracht werden musste. – Eine herzzerreißende Situation für Eltern und Geschwister. Fast siebzig Jahre später erzählte Charlotte mit mühsam beherrschter Stimme: „Obwohl ich erst zwei Jahre alt war, wusste ich, dass Marianne krank war, aber sie war meine Schwester! – Ich habe sie nie wiedergesehen.“ Beates Mann ging 1928 für ein Jahr in die USA, wo er bei Lilian Gilbreth deren Erkenntnisse zur Analyse und Optimierung von Arbeitsabläufen studierte. Nach seiner Rückkehr war Franz Hahn als beratender Ingenieur mit eigenem Büro in Berlin sehr erfolgreich für Firmen im In- und Ausland tätig. Von einer Reise nach Rumänien brachte er Anfang der 1930er Jahre für jede seiner Töchter eine handbestickte Trachtenbluse mit. Vielleicht ist das ein Hinweis, dass die Eltern Marianne mehr oder wenig regelmäßig besuchten, aber nur Cornelia und Charlotte wurden im Sommer 1932 in diesen Blusen porträtiert. Sabine Lepsius malte sie in Steinstücken vor dem Hintergrund des Kakteenfensters im Wintergarten. Das Gemälde und die drei Originalblusen befinden sich seit 1997 bzw. 2020 im Jüdischen Museum Berlin. Nachdem Franz Hahn im Januar 1933 bei einem Ski-Unfall in den Schweizer Alpen ums Leben gekommen war, erbten Beate und die Töchter sein Vermögen, so dass sie im gewohnten Wohlstand (mit Villa, Koch, Dienern, Auto und Fahrer) weiterleben konnten. Schon um 1930 hatte Beate Hahn wieder mit dem Schreiben und der gärtnerischen Erziehung von Kindern begonnen. Sie veröffentlichte Bücher und entwickelte Spiele, mit denen sie Kinder und Erwachsene für das Thema Gartenbau begeisterte. Doch 1935/36 wurde ihr wegen ihrer jüdischen Herkunft von den Nationalsozialisten weitere Veröffentlichungen verboten. Trotzdem glaubte Beate Hahn zunächst noch, als getaufte Jüdin und Witwe eines Frontkämpfers des Ersten Weltkriegs keine ernsteren Repressalien befürchten zu müssen.

## Flucht vor dem Nationalsozialismus
Franz und Beate hatten 1932 beschlossen, aus beruflichen Gründen des Mannes und wegen des aufkommenden Nationalsozialismus in die USA auszuwandern. Durch Franz Hahns Tod noch vor der Machtergreifung geriet die Idee zunächst ins Stocken, während die Brüder ihres verstorbenen Mannes Kurt und Rudolf Hahn bereits 1933 bzw. 1938 nach England emigrierten. Beate Hahn versuchte einstweilen mit den Töchtern Cornelia und Charlotte in der Villa in Steinstücken so normal wie möglich zu leben. Doch 1938 beschloss auch sie, Deutschland zu verlassen. Es gelang Beate Hahn nach der Reichskristallnacht bei Himmler vorzusprechen. Als sie gefragt wurde, warum sie emigrieren wolle, antwortete sie, dass ihre Töchter viele Fremdsprachen lernen sollen. Daraufhin wurde ihr gesagt, dass man ihr und den Töchtern Pässe verschaffen würde, wenn dafür bis 3 Uhr nachmittags 240.000 Reichsmark eingingen. Beate Hahn bezahlte das Geld von ihrem bereits gesperrten Bankkonto und erhielt die mit Datum 18. November 1938 ausgestellten Pässe. Ihr Schwager Kurt Hahn bat dann seinen Freund Sir Alexander Waldemar Lawrence, der auf einem Kongress in Leipzig war, Beate Hahn und ihren Töchtern bei der Flucht zu helfen. Von der Zugreise liegen Cornelias und Charlottes Schilderungen vor. Cornelia schrieb: „Wir trafen Sir Alexander am 23. November 1938 im Berliner Adlon Hotel und gingen direkt zum Bahnhof Zoo, um den Zug nach Ostende zu nehmen. Als wir an der Grenze standen, brüllte ein SS-Mann 'Frau Hahn, aussteigen!' Sir Alexander erhob sich von seinem Sitz und fragte den SS-Man: 'Warum soll die Dame aussteigen?' Zugleich fuhr der Zug wieder an, und der SS-Mann sprang aus dem Fenster. Wir atmeten erleichtert auf. Onkel Kurt hatte uns mit Hilfe von Sir Alexander vor dem Untergang bewahrt.“ Die jüngere Tochter Charlotte, die zum Fluchtzeitpunkt erst 12 Jahre alt war, schildert das Passieren der Grenze noch genauer: „Im Grenzbahnhof Bentheim schrie ein SS-Mann 'Hahns aussteigen'. Meine Mutter wurde verhaftet, Cornelia und ich standen auf dem Bahnsteig, während Sir Alexander in einem kleinen Büro mit den SS-Männern verhandelte. Als er endlich herauskam, durften wir wieder in den Zug einsteigen. Da der Zug schon angefahren war, musste ich als letzte auf den fahrenden Zug springen. Aber ich schaffte es! […] Vier Tage, nachdem wir in London angekommen waren, fragte ich meine Mutter: 'Wann kommt Marianne?' – Meine Mutter antwortete: 'Sie kommt nicht.' Ich wollte unbedingt nach Deutschland zurück, um Marianne zu holen, doch meine Mutter und Charlotte hinderten mich daran.“ Da Beate Hahn und ihre Töchter nach der Emigration als Reichsflüchtlinge galten, wurde ihr Vermögen konfisziert. Beate Hahn hatte die Schiffspassage für die Auswanderung in die USA erst für Februar 1939 buchen können. Deshalb reisten Mutter und Töchter vorher über Paris noch einmal in die Schweiz, wo sie in Lenzerheide, dem jahrelangen Urlaubsziel der Familie, noch einmal Ferien machten. Otto Julius Maier, heutiger Inhaber der Ravensburger AG, Rechtsnachfolgerin des Otto Maier Verlages Ravensburg, der seit 1936 die von Beate Hahn erfundenen Spiele verlegte, antwortete auf die Frage, ob es Kontakte zu jüdischen Mitbürgern gab: „Man erzählt sich in der Familie, dass mein Vater die Autorin Beate Hahn, sie hatte das Kindersachbuch 'Dein Garten wächst mir Dir' geschrieben und war eine Schwägerin von Kurt Hahn, des Gründers der Schule Schloss Salem, über die Schweizer Grenze geschmuggelt haben soll. Bezeichnend für die Haltung der Familie [Maier] war es, dass man einigen Künstlern, die in Berlin aufgrund ihrer politischen in Misskredit gerieten, dazu verhalf am Bodensee einen Rückzugsort zu finden.“ Da in der Familie von Beate Hahn weder ihr Reisepass noch Erinnerungen an einzelne Reisen in die Schweiz überliefert sind, lässt sich nicht klären, ob sich die Erzählungen in der Familie Maier über den Schmuggel von Beate Hahn auf die Reise im Januar 1939 bezieht. Vielleicht sind damit auch frühere Reisen zu ihrem Verleger Max Rascher in Zürich gemeint, der bereits 1935 ein Buch von ihr veröffentlicht hatte. Im Februar 1939 konnten Beate, Cornelia und Charlotte Hahn endlich in die USA auswandern. Auf der Queen Mary reisten sie von Cherbourg nach New York. Tochter Marianne, die wegen ihrer Behinderung im Anthroposophischen Institut Lauenstein im nordhessischen Altefeld untergebracht war, starb dort am 3. März 1939 an einer Lungenentzündung. Für die Annahme, dass sie ein Opfer der nationalsozialistischen Euthanasie geworden sein könnte, gibt es bis heute keinen Beleg.

## Leben in den USA
Nach ihrer Ankunft in New York lebten Beate, Cornelia und Charlotte zunächst in Westchester County, NY, doch dann erwarb Beate Hahn in Wolfeboro, New Hampshire, 200 Acres Ackerland, das einst zur Farm von Governor John Wentworth (1737–1820) gehört hatte. Sie spezialisierte sich mit ihrem Gartenbaubetrieb auf biologisch-dynamischen Gemüsebau, der auf den Ideen Rudolf Steiners beruht. Sie veranstaltete Sommer Camps für Kinder, schrieb Artikel über und engagierte sich ehrenamtlich. Nachdem ihre Töchter geheiratet hatten, verließ Hahn von 1951 bis 1960 in den Wintermonaten ihr Haus in Wolfeboro und lebte vorwiegend im Hotel „Europäischer Hof“ in Baden-Baden. Von dort aus unternahm sie zahlreiche Vortragsreisen durch Deutschland und nach England, Schottland, Frankreich Holland, Italien, Griechenland und Israel. Mindestens zweimal, im März 1955 und im November 1958, besuchte sie auch Düsseldorf. Auf einer Postkarte an ihre Tochter Cornelia und deren Mann Peter Oberlander schrieb sie: „Düsseldorf ist sehr schön wieder aufgebaut, mit einem Bewusstsein für die Vergangenheit und einem neuen Stil.“ Ob sie auch noch einmal nach Angermund zurückkehrte, ist nicht bekannt. Beate Hahn starb nach schwerer Krankheit am 3. Juni 1970.

## Gartenpädagogin
Die Gartenarbeit mit Kindern fördert die Entwicklung verschiedener Fähigkeiten und stärkt die Verbindung zur Natur. Kinder lernen durch die Gartenarbeit die biologischen Abläufe. Sie erwerben wichtige soziale Kompetenzen und lernen, wie sie mit der Umwelt interagieren. Beate Hahn gehörte zu den Ersten, die im 20. Jahrhundert die Bedeutung von Gärten für die Kindererziehung anerkannten. Sie beschäftigte sich früh mit Friedrich Fröbel und dessen pädagogischen Konzepten zur frühkindlichen Förderung, insbesondere mit seiner Kindergarten-Idee. Als junge Frau schuf Beate Hahn den Jugendgarten für die Arbeiter der Hahnschen Werke in Großenbaum. Schon vor der Auswanderung schrieb Beate Hahn gartenpädagogische Bücher und entwickelte Spiele, zu denen viele Gestaltungsideen von ihr selbst stammten. Die Veröffentlichung ihrer ersten drei Bücher verdeutlicht die Herausforderungen, denen jüdische Autoren in den 1930er Jahren ausgesetzt waren. Hurra, wir säen und ernten! erschien 1935 im Verlag Wilhelm Gottlieb Korn in Breslau. Als das Manuskript für das zweite Buch fertig war und im Otto Maier-Verlag veröffentlicht werden sollte, erhielt Beate Hahn von der Reichsschrifttumskammer dazu keine Erlaubnis. Deshalb konnte das Buch in Deutschland nicht erschienen, Otto Maier erhielt aber die Erlaubnis, es an einen Schweizer Verlag abzugeben, so dass Die Gartenfibel für Kinder und Mütter (1935) und ein weiteres Buch Der Kindergarten – ein Garten der Kinder (1936) bei Max Rascher in Zürich erscheinen konnten. Beate Hahns Garten-Quartett (1936) erschien ohne Nennung ihres Namens im Otto Maier Verlag Ravensburg. Ab 1951 knüpfte Beate Hahn an ihre erfolgreiche Autorentätigkeit in der Vorkriegszeit an. Ihre Bücher und Spiele erschienen weiterhin im Verlag von Max Rascher bzw. im Otto Maier Verlag Ravensburg. Auf ihren zahlreichen Reisen durch Europa machte Beate Hahn ihre gartenpädagogischen Ideen bei Vorlesungen, durch Teilnahme an Tagungen und durch Rundfunkvorträge international bekannt.

## Kongeniale Verbindung zu den Bartning-Schwestern
Vermutlich lernte Beate Hahn Ursel (1905–1990) und Esther (1906–1984) Bartning durch Karl Foerster kennen. Die beiden Schwestern hatten von ihren Eltern die Grundlagen der Malerei gelernt und sich an den Vereinigten Staatsschulen für freie und angewandte Kunst fortgebildete. Ursel begeisterte sich mehr für die figürliche Malerei, während Esthers Fokus auf der Blumenmalerei lag. Die Schwestern wurden 1927 durch ihren Vater bei Karl Foerster eingeführt, für den sie in der Folge auch die Staudenkataloge illustrierten. Beate Hahn arbeitete seit 1934/35 bei der Gestaltung und Ausstattung ihrer Bücher und Spiele eng mit den Bartning-Schwestern zusammen. Neben der Verbindung zu Karl Foerster und der gemeinsamen Arbeit an Beate Hahns Veröffentlichungen verband die drei Berlinerinnen auch ihre Begeisterung für die Anthroposophie Rudolf Steiners, der sie sich zeitlebens in unterschiedlicher Weise praktisch widmeten.

## Weltanschauung
Beate Hahns Eltern waren assimilierte Juden, die der gehobenen Berliner Gesellschaft angehörten. In ihrem Elternhaus begegnete Beate schon als Kind Wissenschaftlern und Künstlern. Die Eltern legten großen Wert auf eine gute Ausbildung ihrer Töchter Elisabeth und Beate, die zudem die Chance erhielten, Begabungen zu nutzen und persönliche Neigungen zu verwirklichen. Dieses elterliche Erziehungsideal war prägend für Beates Persönlichkeit. Durch Einheirat in die Familie Hahn gelangte Beate zu großem Wohlstand. In den Erinnerungen an die eigene Kindheit in Deutschland meinte die jüngste Tochter Charlotte, dass ihre Mutter vor der Auswanderung zuweilen etwas egoistisch und realitätsfern gewesen sei.
Beates Enkel haben ihre Großmutter aufgeschlossen, wissbegierig, tolerant, mutig, engagiert, beharrlich und dem Gemeinwohl verpflichtet in Erinnerung. Sie habe auch in widrigsten Lebenssituationen stets versucht, positive Veränderungen zu bewirken. Wenngleich sie durch Fröbel und Steiner beeinflusst war, habe die Großmutter keine bestimmten philosophischen oder religiösen Ansichten vertreten. Vielmehr habe Beate Hahns Lebensmaxime Education is everything gelautet.
Als sich Beate Hahn die Frage stellte, warum sie so viel von ihrer Zeit für Europa aufwende, lautete ihre Antwort: „Die UNRRA bat mich 1945, in Deutschland eine Einrichtung für das Gärtnern mit Kindern und die Ausbildung von Lehrern für dieses Fachgebiet aufzubauen. Ich konnte dieses Angebot aus familiären Gründen leider nicht annehmen, […] Ich bin aber der festen Überzeugung, dass diejenigen von uns, die das Glück hatten, dem Hitlerismus entkommen zu sein, und die ihre Kinder in einem Land großziehen durften, in dem keine Bomben fielen, für Europa einen Beitrag leisten sollten, um den Armen in den zerstörten Ländern zu helfen und in der Zwischenzeit ein besseres Verständnis für das durchschnittliche amerikanische Volk aufbauen.“

## Arbeiten (eine Auswahl)
Aufsätze (ab 1918)
- 1918 Gemüseanbau im Treibhaus
- 1918 Brauchen wir eine Hochschule für Gartenbau?
- 1920 Wie man Kinder für den Garten begeistern kann.
- 1928 Der Tiergarten sollte der Jugend gehören.

Quelle:
Autobiografische Texte (ab 1930)
- 1930 Dem Gefährten
- 1936 Ich suche Hauspersonal
- 1952 Matilda (Martina), 1952 (fiktionalisierte Geschichte eines Hausmädchens)
- 1968 Als wir gingen (Flucht aus Berlin 1938)
- 1969 Curriculum Vitae
- undatiert Erinnerungen an das Haus Bergstraße 2 in Berlin-Wannsee.[Anm 8]
- undatiert Ein Leben mit Gärten und Menschen – ein Gärtnerleben auf zwei Kontinenten. (Typoskript)

Quelle:
Bücher (ab 1935)
- 1935 Hurra, wir säen und ernten! Bergstadtverlag Wilhelm Gottlieb Korn, Breslau. (Illustrationen von Ursel Bartning.)
- 1935 Die Gartenfibel für Kinder und Mütter. Ein ermunternder Führer durch die 12 Monate des Gärtnerjahres im Freiland, in der Zimmer- und Balkongärtnerei und ein Wegbereiter für spätere Abenteuer in der Gartenwelt. Verlag Max Rascher, Zürich und Leipzig. (Illustrationen Ursel und Esther Bartning)
- 1936 Der Kindergarten, ein Garten der Kinder – ein Gartenbuch für Eltern, Kindergärtnerinnen und Alle, die Kinder liebhaben. Verlag Max Rascher, Zürich. (Illustrationen von Ursel Bartning.)
- 1937 Die Geschichte der Barbara Klink. Mehrere Typoskripte einer Novelle.[Anm 9]
- 1939 Hurra, wir säen und ernten! Verlag Max Rascher, Zürich.(Illustrationen von Ursel Bartning.)
- 1948 Die Gartenfibel für Kinder, Eltern und Großeltern. Verlag Max Rascher, Zürich. 2. Auflage I., 1.–4. Tsd. der Schweizer Ausgabe.
- 1952 Dein Garten wächst mit dir. Verlag Otto Maier, Ravensburg.
- 1960 Gärten für die Jugend mit der Jugend. Ein Handbuch für Erzieher und Lehrer zur Neugestaltung des Gartenbauunterrichts in Kindergärten und Schulen. Verlag Max Rascher, Zürich.
- 1961 Gartenarbeit mit Blinden. Unveröffentlicht.

Quelle:
Spiele ab 1936
- 1936 Garten-Quartett. (Illustrationen von Esther Bartning.) Otto Maier Verlag Ravensburg. (Katalog Nr. 5534 und 5535)
- 1937 Gartenlotto. (Illustrationen von Ursel und Esther Bartning.) Spamersche Buchdruckerei, Leipzig.[28]
- 1938 Gartenblumenquartett. (Vermutlich nicht erschienen.)[29]
- 1953 Gartenlotto. Otto Maier Verlag Ravensburg. (Katalog Nr. 5600)
- 1955 Gartenlotto. Neufassung in Deutsch, Französisch, Englisch. Otto Maier Verlag Ravensburg. (Katalog Nr. 15017/15018)
- 1956 Ausschneidebögen zum Bau von Gärten. In Deutsch, Französisch, Englisch. Otto Maier Verlag Ravensburg.
- 1959 Wundergarten ohne Erde. In Deutsch, Französisch, Englisch. Otto Maier Verlag Ravensburg.[30]

Quelle:
Artikel und Schriften in den USA (ab 1941)
- 1941 The Heathviev Gardening Camp.
- 1942 How to plan a Victory Garden.
- 1945 Community Gardens for Europe.
- 1946 Gardens for the Children of the Destroyed Countries.
- 1949 Gardens for the Youth.
- 1954 Planning Your Neighbourhood Park.
- 1956 Community Gardens for Tomorrow.
- 1956 Report on the 3rd European Conference of the Council of European Municipalities.

Quelle:

## Auszeichnungen und Ehrungen
- 1950 Erster Preis der Blumenschau Wolfeboro, NH, für Sonnenblumenkreuzungen.
- 1953 Aufnahme in das Lexikon der Frau, 2 Bände Encyclios-Verlag Zürich 1953 und 1954.
- 1958 Verdienstauszeichnung der Blumenschau Wolfeboro, NH, für eine Sammlung von Sonnenblumenkreuzungen.
- 1960 Aufnahme in die American Horticultural Society in „Anerkennung ihres aktiven Interesses am Fortschritt des Gartenbaus und seinen Beiträgen zur Kultur der Völker der Welt durch Wachstum, Entwicklung und Verbreitung der Kenntnisse der Gartenbauwissenschaften“.
- 1962 Auszeichnung durch die Vereinigung der New Hampshire Garden Club für ihre herausragende Ausbildungs- und Erziehungsarbeit.
- 1962 Verleihung „Hortic White Ribbon Award“ des US National Council of Garden Clubs.
- 2024 wurde eine Straße ⊙ in einem Neubaugebiet im Ortsteil Heinersdorf in Berlin-Pankow nach Beate Hahn benannt. Eine angrenzende Privatstraße erhielt den Namen von Marianne Foerster, Landschaftsarchitektin, Tochter von Karl Foerster und lebenslange Freundin von Beate Hahns Töchtern Cornelia und Charlotte.[31]

## Nachlass
2022 übergaben Beate Hahns Enkel der Deutschen Gartenbaubibliothek e.V. Archivalien und Bücher aus dem Besitz ihrer Großmutter.

## Online-Fotoalbum
- Die Gartenpädagogin Beate Hahn (1894–1970) auf Christian40489.com